# روزالوو بوبو
پیر فرانسوا جوزف بنوآ روزالوو بوبو (زاده: ۱۸۷۴، درگذشته: ۱۹۲۹)، معروف به روزالوو بوبو، یک سیاستمدار و پزشک اهل هائیتی بود.

## فعالیت سیاسی
روزالوو بوبو از رهبران جناح شورشی به نام کاکوها بود. در مارس ۱۹۱۵ او شورش علیه دولت رئیس‌جمهور ژان ویلبرون گیوم سام را آغاز و رهبری کرد. با شروع این شورش، رئیس‌جمهور سام دستور دستگیری و قتل مخالفان سیاسی خود را صادر کرد، اما خودش در ۲۷ ژوئیه ۱۹۱۵ در یک حمله انتقام‌جویانه کشته شد. این امر منجر به فروپاشی نظم و خشونت گسترده در پایتخت پورتو پرنس شد. به دنبال و در مقابل این آشفتگی، در ۲۸ ژوئیه ۱۹۱۵، ایالات متحده تفنگداران دریایی خود را در پورتو پرنس پیاده کرد و این آغاز اشغال هائیتی توسط ایالات متحده بود.

## سرانجام
دریاسالار ویلیام بنکس کپرتون، فرمانده نیروهای آمریکایی در اشغال هائیتی، بر آن شد تا بعد از مرگ رئیس‌جمهور سام، فرد مناسبی را برای جانشینی او انتخاب کند. او بر این عقیده بود که بوبو از نظر روانی ناپایدار است و برای هیچ مقامی مناسب نیست. دستیار وزیر نیروی دریایی، کپرتون را از تصمیم واشینگتن و فرانکلین روزولت آگاه کرد و فیلیپ دارتیگناو به ریاست جمهوری گماشته شد.
پس از شکست در انتخابات در سنای هائیتی، با رای ۹۴ در برابر ۳، بوبو ابتدا به کوبا گریخت، اما سپس به جامائیکا نقل مکان کرد. او سرانجام در فرانسه اقامت گزید و در سال ۱۹۲۹ در آنجا درگذشت.